# ديتيكون
ديتيكون (بالألمانية: Dietikon) هي بلدية وعاصمة لمقاطعة ديتيكون في كانتون زيورخ، سويسرا. تعتبر خامس أكبر مدينة في كانتون زيورخ من ناحية عدد السكان. تبلغ مساحتها 9.33 كيلومتر مربع، ويٌقدر عدد سكانها بـ 27079 نسمة (ديسمبر 2017).

## المدن التوأمة
- Braggio،  سويسرا
- كولين،  جمهورية التشيك
- Renens،  سويسرا